# 5-alfa-reductase
5-alfa-reductase is een enzym dat onder andere verantwoordelijk is voor de omzetting van het mannelijk hormoon testosteron in de meer actieve metaboliet dihydrotestosteron. Er bestaan 3 isoenzymen: 5-alfa-reductase type 1, type 2 en type 3. Het enzyme wordt geproduceerd in verschillende weefsels in zowel de man als de vrouw.

testosteron
dihydrotestosteron

De werking van het enzyme is als volgt: 
Substraat + NADPH + H⁺ → 5α-substraat + NADP+
Het medicijn finasteride remt type 2 van het enzym, terwijl dutasteride beide types remt. Deze medicijnen worden gebruikt bij behandeling van benigne prostaathypertrofie en alopecia androgenetica.
Ook lignanen in onder meer lijnzaad remmen dit enzym.